# 固綠FCF
固綠FCF是一種海綠色的三芳基甲烷食用色素。
固綠FCF可以作為马松三色染色法(Masson's trichrome stain)的亮綠SF淡黃的代替品，其顏色更明快且不容易褪色。它也在酸萃取DNA之後在鹼環境下用作組蛋白的定量染色劑。在電泳中用作蛋白質染色劑。最大吸收量是625nm。
內臟很難吸收固綠FCF。 雖然它可以用來染蔬菜、果凍、醬汁和其他很多食物，歐盟和一些其他國家依然禁止使用固綠FCF作為食物染色劑。 在美國其使用也受到了限制。日本厚生省則將之分類為天然存在的添加物。

## 毒物學
在實驗動物身上這種染色劑導致了腫瘤發生，此外其對實驗動物和人類來說都是一種突變原。未稀釋的固綠FCF還會刺激眼睛、皮膚、消化道和呼吸道。
FAO/WHO合同食品添加物專門家委員会（JECFA）的毒性試驗認定其有短期毒性、並沒有發現長期毒性和致癌性。国際癌癥研究機構將其列為3類致癌物。